# Speyeria malcolmi
Speyeria malcolmi är en fjärilsart som beskrevs av Comstock 1920. Speyeria malcolmi ingår i släktet Speyeria och familjen praktfjärilar. Inga underarter finns listade i Catalogue of Life.